# Монпезат (Атлантические Пиренеи)
Монпеза́т (фр. Monpezat) — коммуна во Франции, находится в регионе Аквитания. Департамент — Атлантические Пиренеи. Входит в состав кантона Тер-де-Люи и Кото-дю-Вик-Бий. Округ коммуны — По.
Код INSEE коммуны — 64394.

## География

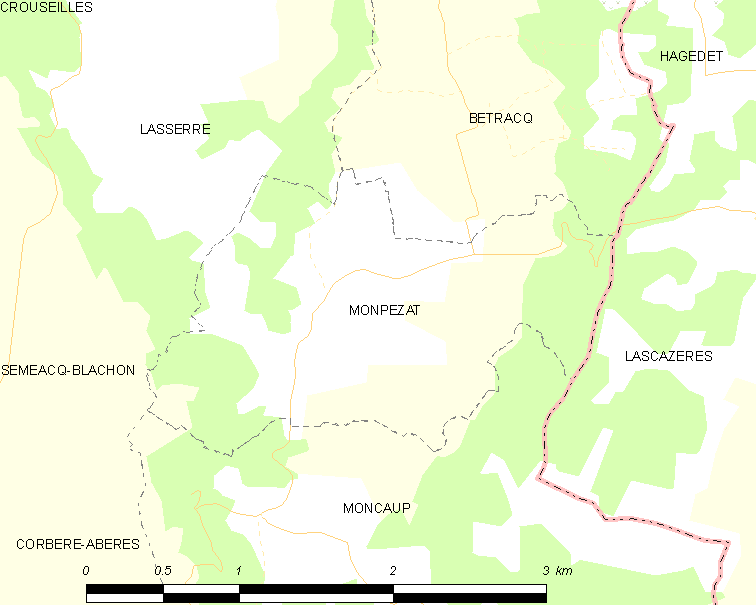
Карта коммуны

Коммуна расположена приблизительно в 630 км к югу от Парижа, в 155 км южнее Бордо, в 34 км к северо-востоку от По.

### Климат
Климат тёплый океанический. Зима мягкая, средняя температура января — от +5°С до +13°С, температуры ниже −10 °C бывают редко. Снег выпадает около 15 дней в году с ноября по апрель. Максимальная температура летом порядка 20-30 °C, выше 35 °C бывает очень редко. Количество осадков высокое, порядка 1100 мм в год. Характерна безветренная погода, сильные ветры очень редки.

## Население
Население коммуны на 2010 год составляло 90 человек.
| 1962 | 1968 | 1975 | 1982 | 1990 | 1999 | 2010 |
| ---- | ---- | ---- | ---- | ---- | ---- | ---- |
| 79   | 94   | 84   | 96   | 94   | 81   | 90   |

## Администрация
| Период | Период | Фамилия                | Партия | Примечания |
| ------ | ------ | ---------------------- | ------ | ---------- |
| 1995   | 2001   | Серж Жуэ-Сансу         |        |            |
| 2001   | 2020   | Анник Карпантье-Шампру |        |            |

## Экономика
В 2010 году среди 52 человек трудоспособного возраста (15-64 лет) 35 были экономически активными, 17 — неактивными (показатель активности — 67,3 %, в 1999 году было 68,6 %). Из 35 активных жителей работали 33 человека (16 мужчин и 17 женщин), безработных было 2 (0 мужчин и 2 женщины). Среди 17 неактивных 3 человека были учениками или студентами, 11 — пенсионерами, 3 были неактивными по другим причинам.

## Достопримечательности
- Церковь Св. Лаврентия (XII век)[4]
- Ансамбль оборонительных укреплений (XI век)[5]